# Теорема Дарбу в математичному аналізі
Теорема Дарбу — теорема в математичному аналізі, що стверджує — якщо деяка функція на замкнутому відрізку є похідною іншої функції, то на цьому відрізку вона набуває усіх проміжних значень між значеннями на краях відрізка. Теорема названа на честь французького математика Жана Гастона Дарбу.
У випадку, якщо похідна є неперервною, дане твердження є наслідком теореми Больцано-Коші. Проте теорема Дарбу справедлива навіть якщо похідна не є неперервною.

## Твердження теореми
Нехай {\displaystyle I} — відкритий інтервал, {\displaystyle f\colon I\to \mathbb {R} } — дійсна диференційована функція. Тоді {\displaystyle f'} володіє властивістю середнього значення: якщо {\displaystyle a} і {\displaystyle b} — точки, що належать {\displaystyle I} і {\displaystyle a\leq b}, для кожного дійсного числа {\displaystyle k,} такого що {\displaystyle f'(a)\leqslant k\leqslant f'(b),\,} існує {\displaystyle c\in [a,b]} для якого {\displaystyle f'(c)=k.}

## Доведення
Розглянемо функцію {\displaystyle g:[a,b]\rightarrow \mathbb {R} } визначену як
{\displaystyle \forall x\in [a,b],\ g(x)=f(x)-xk}
де {\displaystyle k} є дійсним числом, що знаходиться строго між {\displaystyle \scriptstyle f'(a)} і {\displaystyle \scriptstyle f'(b)}.
Функція {\displaystyle g} є диференційованою на відрізку {\displaystyle [a,b]} і
{\displaystyle \forall x\in [a,b],\ g'(x)=f'(x)-k}
Зокрема, {\displaystyle \scriptstyle g'(a)=f'(a)-k} і {\displaystyle \scriptstyle g'(b)=f'(b)-k}, тому {\displaystyle \scriptstyle g'(a)<0} і {\displaystyle \scriptstyle g'(b)>0} згідно з визначенням {\displaystyle k}.
Функція {\displaystyle g} є неперервною на {\displaystyle [a,b]} отже досягає на ньому мінімуму (друга теорема Вейєрштрасса).
Функція {\displaystyle g} не досягає мінімуму в точці {\displaystyle a}, оскільки тоді для всіх {\displaystyle x\in (a,b]} :
{\displaystyle {\frac {g(x)-g(a)}{x-a}}\geq 0}
і взявши границю коли {\displaystyle x} прямує до {\displaystyle a}, одержуємо {\displaystyle \scriptstyle g'(a)\geqslant 0}, що неможливо. Так само мінімум неможливий у точці {\displaystyle b} оскільки звідси випливало б {\displaystyle \scriptstyle g'(b)\leqslant 0}.
Отже мінімум досягається в точці, що є внутрішньою у відрізку {\displaystyle c\in (a,b)} . Тоді згідно з теоремою Ферма {\displaystyle g'(c)=0\,}, звідки {\displaystyle f'(c)=k\,}.